# دراگانووو (استان ولیکو تارنوو)
دراگانووو (به بلغاری: Draganovo) یک منطقهٔ مسکونی در بلغارستان است که در استان ولیکو تارنوو واقع شده‌است.